# Nindorf
Nindorf là một đô thị thuộc huyện Dithmarschen, trong bang Schleswig-Holstein, nước Đức. Đô thị Nindorf có diện tích 8,72 km², dân số thời điểm 31 tháng 12 năm 2006 là 1177 người.